# Paul Ehrlich
Pour les articles homonymes, voir Ehrlich.
Ne doit pas être confondu avec Paul R. Ehrlich.
Paul Ehrlich (en allemand : /paʊ̯l ˈeːɐ.̯lɪç/  né le 14 mars 1854 à Strehlen, Royaume de Prusse et mort le 20 août 1915 à Bad Homburg vor der Höhe, grand-duché de Hesse) est un scientifique allemand. Connu pour ses travaux en hématologie, en immunologie et en pharmacologie, il est considéré comme le père de la chimiothérapie. Il est avec Ilya Ilitch Metchnikov co-lauréat du Prix Nobel de physiologie ou médecine de 1908.

## Biographie
De confession juive (son père Ismar Ehrlich était chef de la communauté juive locale), Paul Ehrlich poursuit ses études secondaires au lycée Sainte-Marie-Madeleine de Breslau. Après des études à Breslau, Strasbourg et Leipzig, il obtient en 1878 un doctorat en médecine, à la suite d’une thèse sur la coloration des tissus animaux. Il poursuit ses travaux sur les colorants et démontre qu'ils peuvent être classés en trois catégories : basophiles, neutrophiles et acidophiles. Il montre en outre que ces colorants ont des affinités en fonction des tissus ou des micro-organismes avec lesquels ils sont mis en présence. Ainsi, par exemple, le bleu de méthylène colore le tissu nerveux.
En 1882, il découvre une méthode de coloration du bacille de Koch, responsable de la tuberculose, grâce à la fuchsine. Cette méthode de diagnostic de la tuberculose est devenue classique.
Le 14 août 1883, il épousa Hedwige Pinkus dans la synagogue de Neustadt en Haute-Silésie. Le père de Hedwig, Josef Pinkus, qui a hérité de l'usine textile de Samuel Fränkel à Neustadt (appelée plus tard "Frotex"), a financé Ehrlich pour mettre en place un laboratoire moderne. Ehrlich s'installe à Neustadt, à la villa de la famille Fränkel.
En 1887, il est nommé professeur à la faculté de médecine à Berlin. Il s'intéresse par la suite aux problèmes d’immunité et développe une théorie de la réponse immunitaire centrée sur l’interaction entre les antigènes et les anticorps. Par ailleurs, sachant que certains colorants tuent les micro-organismes, il poursuit ses recherches afin d’utiliser ces colorants à des fins thérapeutiques. Il met également au point une méthode de standardisation des sérums antidiphtériques.
En 1908, il est colauréat avec Ilya Ilitch Metchnikov du prix Nobel de physiologie ou médecine « en reconnaissance de leurs travaux sur l'immunité ». Il est élu membre étranger de la Royal Society en 1910. En 1911, il obtient la médaille Liebig.
En 1909, étudiant chez Bayer les dérivés de l'atoxyl de Béchamp, il met au point un arsenical actif contre la syphilis, l'arsphénamine, ou 606, premier médicament de synthèse véritablement efficace qu'il commercialise sous le nom de Salvarsan et qu'il perfectionne par la suite en Néosalvarsan. Cette découverte eut un tel impact à l'époque qu'elle inspira à Vincent Scotto une chanson (« La formule 606 », interprétée par Paul Lack). Isolé au début des années 1920, l'élément actif de l'arsphénamine sera mis au point en 1936 par Tatum et Cooper et lancé sur le marché sous le nom de Mapharsen. Il sera remplacé à partir de 1945 par la pénicilline. Paul Ehrlich voudra affecter chaque maladie à un médicament. C'est le dogme de la boule magique. Ce dogme de la boule magique vaut à Paul Ehrlich d'être considéré par beaucoup comme « le père de la chimiothérapie ».
En 1914, il est l'un des signataires du Manifeste des 93.
Il meurt le 20 août 1915 d'un accident vasculaire cérébral.

## Représentations

### Filmographie

#### Cinéma
En 1940, Edward G. Robinson incarne Paul Ehrlich dans un film de William Dieterle, La Balle magique du Docteur Ehrlich (Dr. Ehrlich's Magic Bullet, référence à l'expression d'Ehrlich des « balles magiques », substances chimiques aux effets ciblés sur les cellules malades), qui retrace son œuvre scientifique, en particulier la mise au point du 606.

#### Télévision
Christoph Bach le joue dans Charité sorti en 2017.

### Billet de banque
Son portrait figure sur le billet allemand de 200 deutschemarks à partir de 1989.